# Olga Kazi
Olga Kazi (verheiratete Olga Istvánné Gyulai; * 10. Mai 1941 in Kispest, Königreich Ungarn) ist eine ehemalige ungarische Mittelstreckenläuferin und Sprinterin.
Bei den Olympischen Spielen 1960 in Rom schied sie über 800 m im Vorlauf aus.
Über 800 m gewann sie Bronze bei den Leichtathletik-Europameisterschaften 1962 in Belgrad und siegte bei der Universiade 1963.
Bei den Olympischen Spielen 1964 in Tokio erreichte sie über 800 m das Halbfinale. Über 400 m kam sie nicht über die erste Runde hinaus.
Bei den Europäischen Hallenspielen 1969 in Belgrad gehörte sie zur gemischten ungarischen Stafette, die nicht das Ziel erreichte.
Fünfmal wurde sie Ungarische Meisterin über 800 m (1960–1963, 1965), zweimal über 400 m (1960, 1963) und je einmal über 1500 m (1968) und im Crosslauf (1962).
Sie war mit dem Sprinter István Gyulai verheiratet. Ihre Söhne Miklós Gyulai und Márton Gyulai sind im Bobsport erfolgreich.

## Persönliche Bestzeiten
- 400 m: 54,9 s, 27. September 1963, Budapest
- 800 m: 2:05,0 min, 16. September 1962, Belgrad